# Charlotta Berg
Margareta Charlotta Berg, gift Larsson, född 11 juli 1797 i Naglums socken, Västergötland, död 20 januari 1856 i Arvika, Värmland, är känd som den person som givit namn åt tätorten Charlottenberg.

## Biografi
Berg föddes som yngsta barnet till Magnus Berg och Johanna Charlotta Sohlberg. Hon hade en äldre bror och en äldre syster.
Berg gifte sig med fältkamrer Lars Daniel Larsson. Paret fick sex barn mellan åren 1816 och 1839.
Larsson anlade år 1827 ett järnbruk vid Morastforsen i Vrångsälven. Han döpte detta järnbruk till Charlottenberg efter sin hustru.
I maj firas i Charlottenberg den så kallade Charlottadagen till Charlotta Bergs minne. Firandet omfattar marknader, loppisar, och olika slags underhållning. Från början kröntes också ”årets Charlotta” på Charlottadagen, men då detta fått kritik för att vara otidsenligt har den traditionen tagits bort. År 2016 ställdes firandet av Charlottadagen in på grund av bristande möjligheter att mobilisera arrangörer, men i maj 2017 firades den igen och denna gång för femtionde gången. Symbolen för Charlottadagen är Bergs siluett. 
Bergs siluett pryder även Charlottenbergs välkomstskyltar vid riksväg 61.